# Khurshid Aslam
Khurshid Aslam (ur. 6 kwietnia 1936 w Lucknow, zm. w 1993) – pakistański hokeista na trawie, mistrz olimpijski. Brat Akhtarula Islama, również hokeisty na trawie.
Grał na linii obrony. Brał udział w Letnich Igrzyskach Olimpijskich 1960, na których zdobył złoty medal. Wystąpił w jednym spotkaniu (przeciwko Japonii), w którym nie strzelił żadnego gola.
W latach 1958–1964 rozegrał w drużynie narodowej 14 spotkań, nie zdobywając żadnej bramki. Zdobył złoty medal Igrzysk Azjatyckich 1958.